# Notre-Dame des Enfants
Pour l’article homonyme, voir Église Notre-Dame-des-enfants.

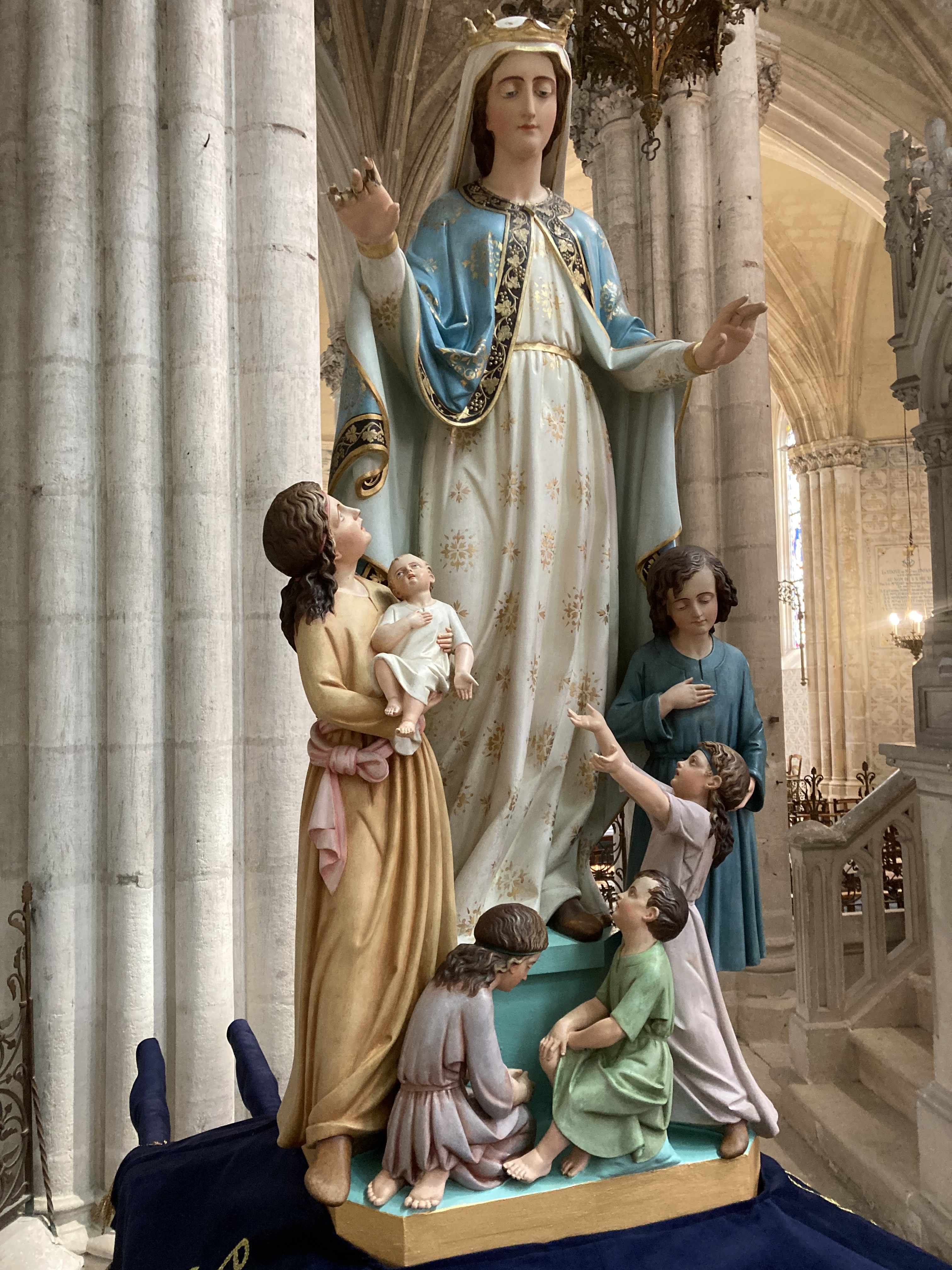
Statue de Notre-Dame des Enfants à la basilique Notre-Dame-des-Enfants

Notre-Dame des Enfants est un vocable de la Vierge Marie proposé par une fillette de dix ans, à l'occasion d'une souscription pour la construction d'une église à Châteauneuf-sur-Cher en 1865. Cette église deviendra la basilique Notre-Dame-des-Enfants.

## Histoire
En 1865, l'abbé Jacques-Marie Ducros, curé de Châteauneuf-sur-Cher, lance une souscription pour reconstruire l'église en très mauvais état. Il demande « deux sous » à chaque enfant de France en échange d'une prière à la Vierge Marie. Il reçoit alors de nombreux « deux sous », mais aussi des lettres, dont une écrite par une fillette de dix ans, habitant Semur-en-Brionnais Diocèse d'Autun, Chalon et Mâcon : 

« Vous nous annoncez, Monsieur le Curé, que le nouveau sanctuaire que vous élevez sera dédié à Notre-Dame des Enfants. Quel beau nom ! La Sainte Vierge, invoquée sous ce titre, se plaira à combler l'enfance des grâces les plus abondantes. »

Ce nouveau nom a été choisi pour l'église à construire et en 1866, la confrérie de Notre-Dame des Enfants est créée. Elle est érigée en archiconfrérie par un bref apostolique du pape Pie IX le 21 janvier 1870.
Deux plaques commémoratives accueillent les visiteurs sur les colonnes à l'entrée de la Basilique Notre-Dame-des-Enfants, au-dessus des bénitiers.

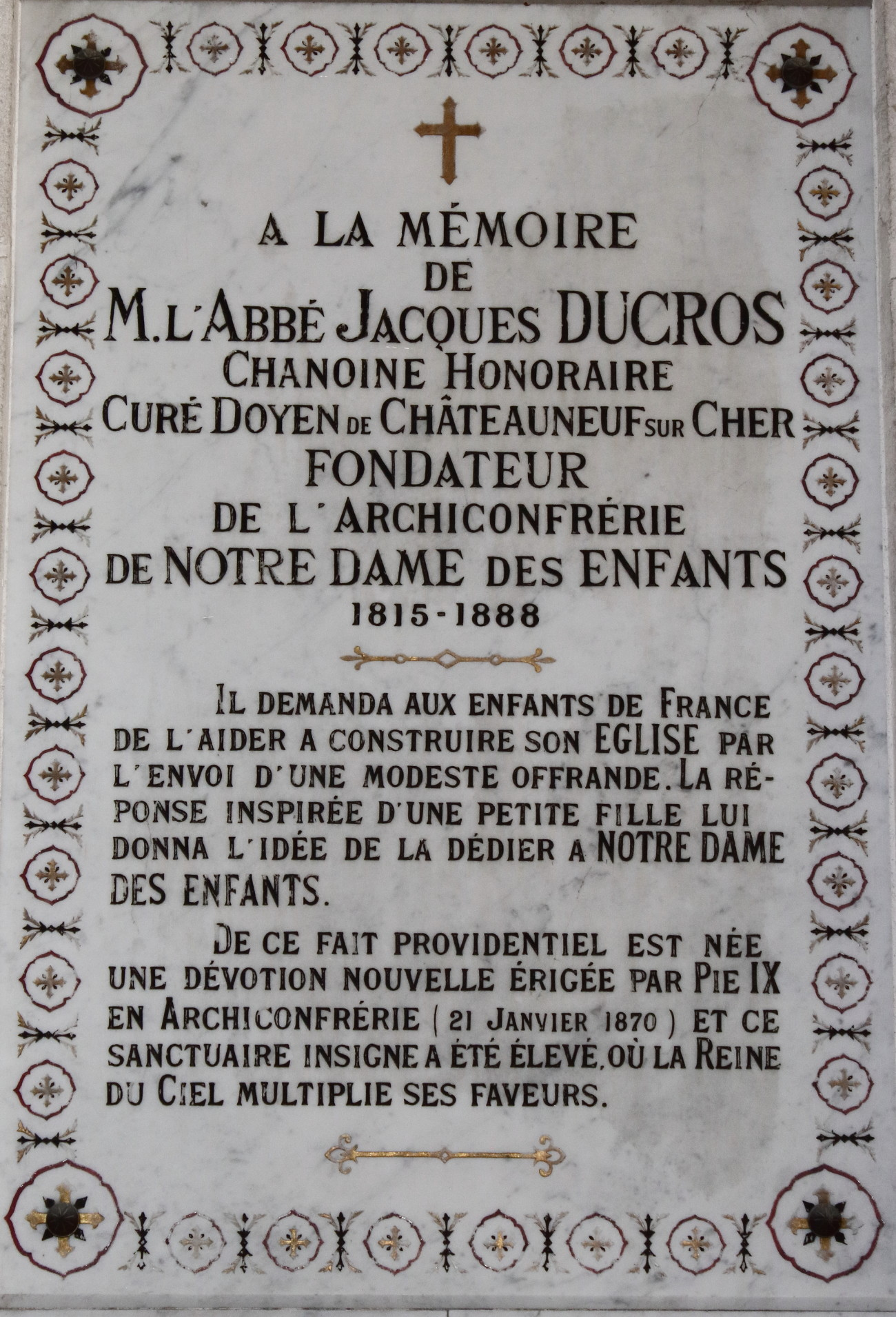
À la mémoire de l'Abbé Jacques Ducros.
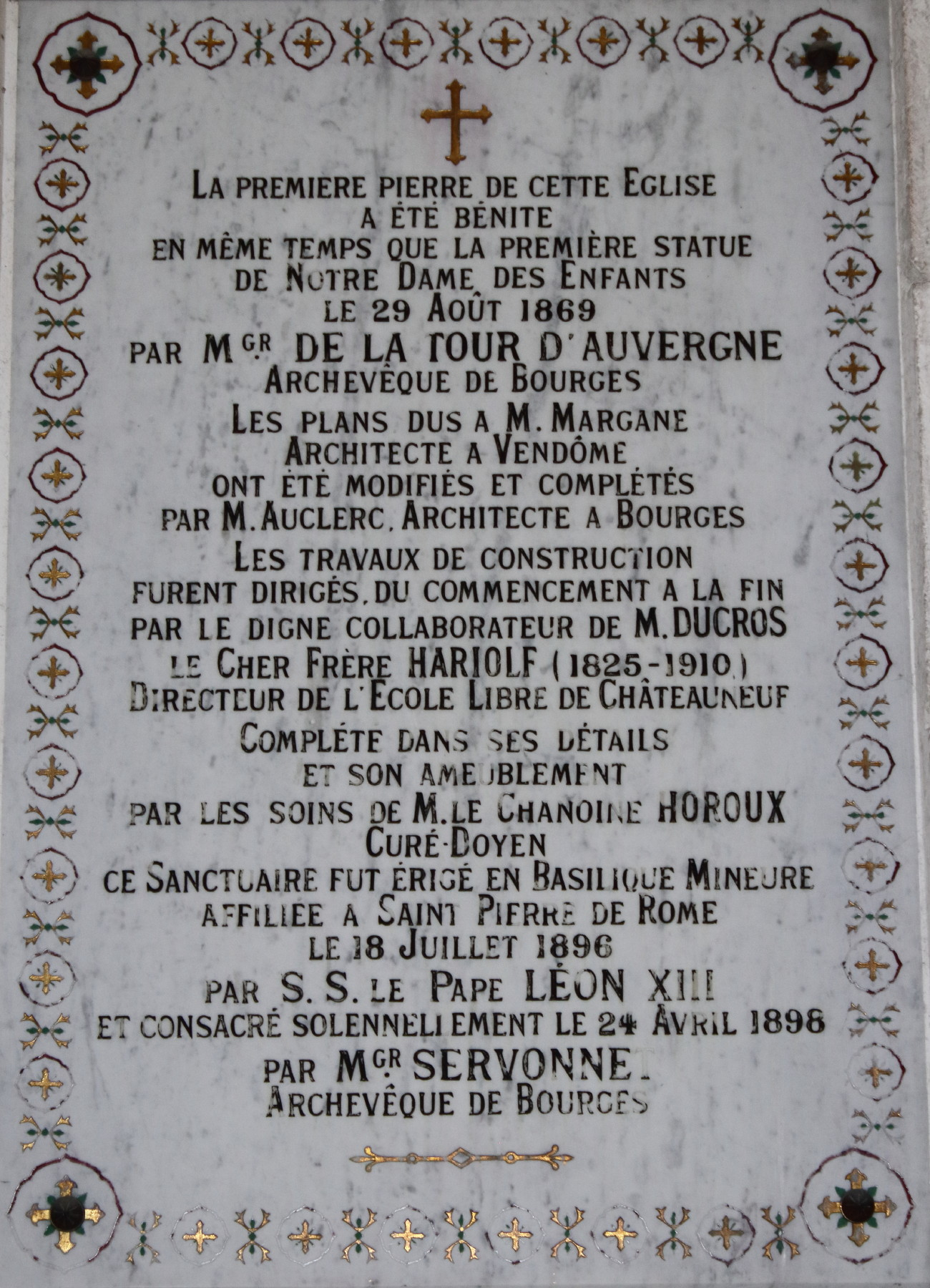
Bénédiction de la première pierre.

## La prière
« Dans notre vie, il y a des moments difficiles et, parfois nous nous sentons trop seuls pour les porter. Notre-Dame des Enfants, Toi qui es notre Mère, donne nous de mener courageusement notre vie de chaque jour et de l’offrir à Jésus ton Fils. Aide-nous à conserver ou à retrouver des cœurs d’enfants, des cœurs simples et droits, capables de s’émerveiller et de remercier. Nous t’en prions, viens à notre aide. »

## L'invocation
« Notre-Dame des Enfants, protégez-nous, protégez nos parents, protégez l’Église, protégez la France et le monde entier. »

## Chapelle de Notre-Dame des enfants
La chapelle de Notre-Dame des Enfants se trouve au chevet de la Basilique Notre-Dame-des-Enfants. Dans le bas relief de l'autel, la Vierge Marie est assise sur un trône. Des enfants s'approchent. Elle écoute leurs suppliques. Ce thème est également visible au dessus de l'autel. De chaque côté de la Vierge, des petits enfants s'approchent d'elle et s'agenouillent à ses pieds.

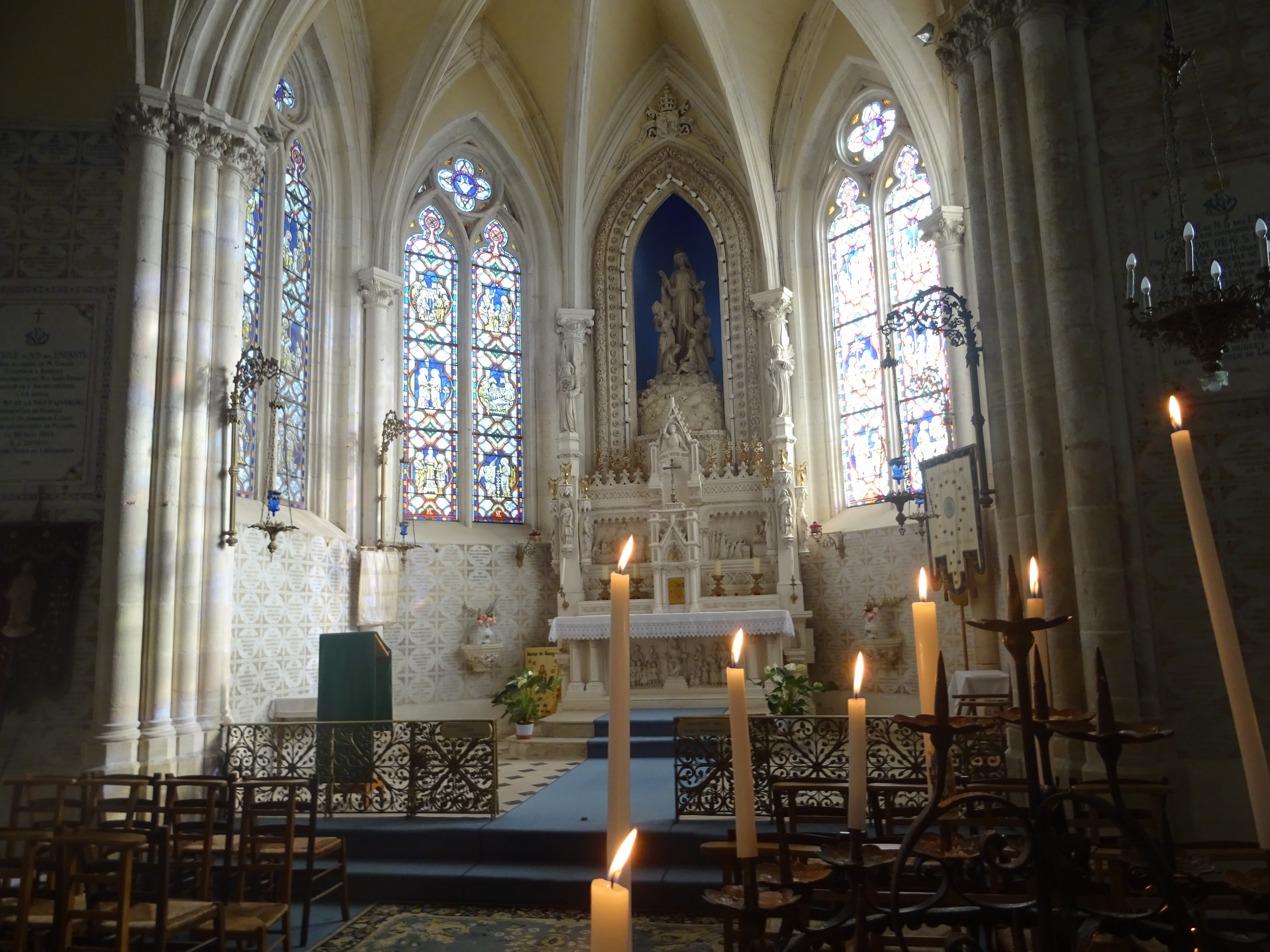
Chapelle de Notre-Dame des Enfants.
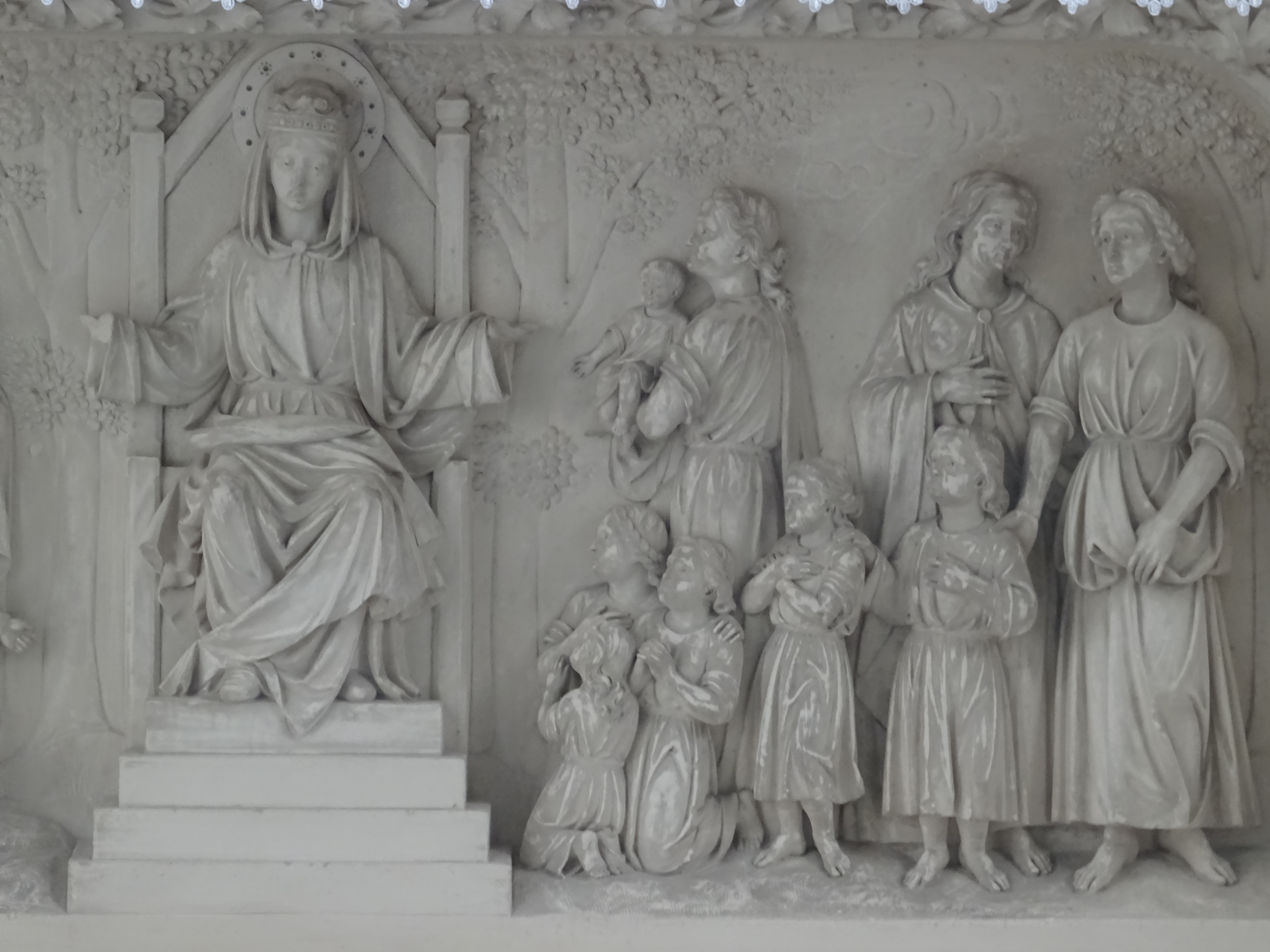
Bas relief.
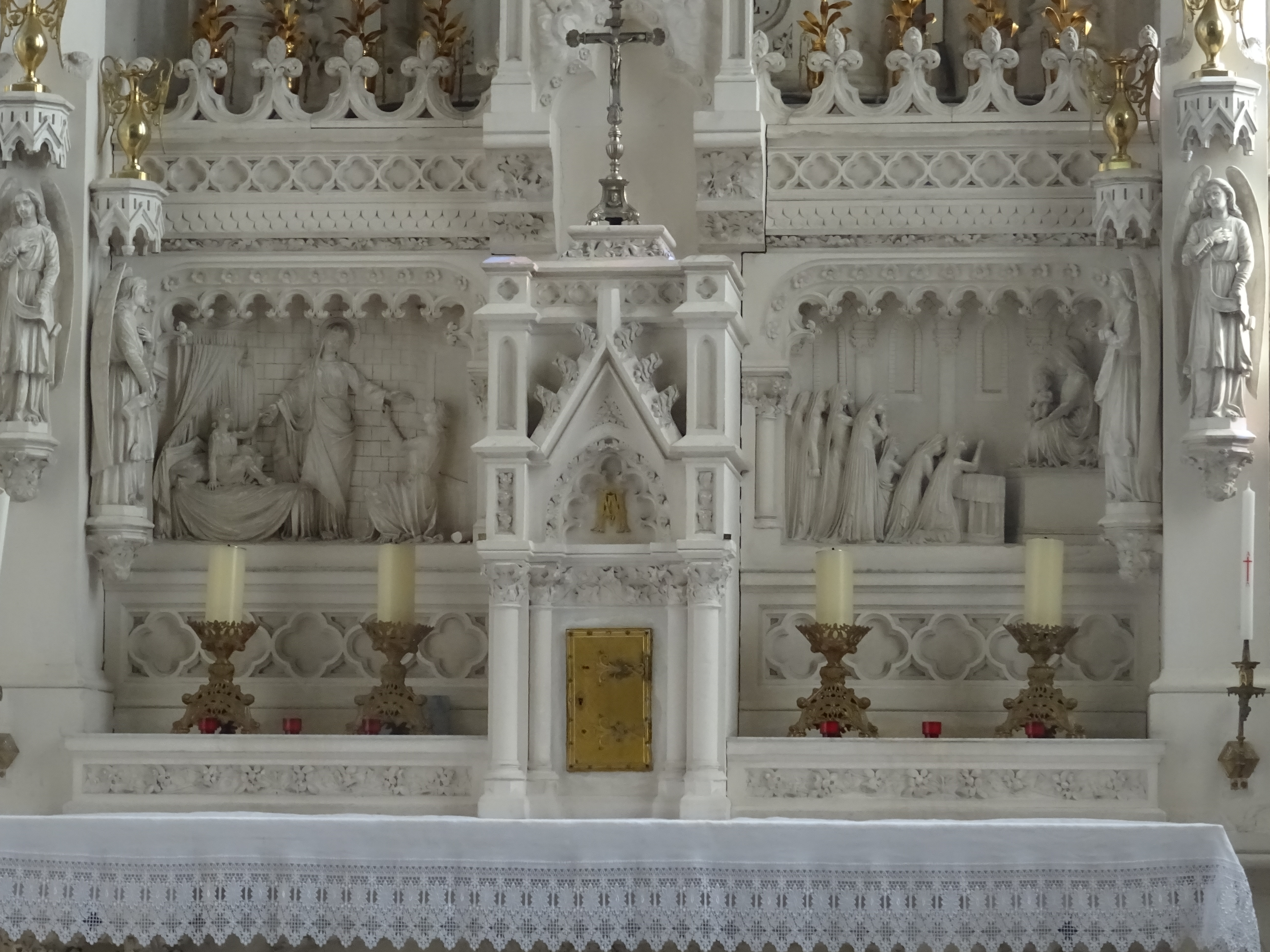
Autel.

## Statues et vitraux de Notre-Dame des Enfants
Une statue de Notre-Dame des enfants polychrome est présente dans l'église Saint-Loup de Bonrepos-Riquet .
Un vitrail de Notre-Dame des Enfants est présent dans la Chapelle Saint Julien l'Hospitalier à Cocquerel.

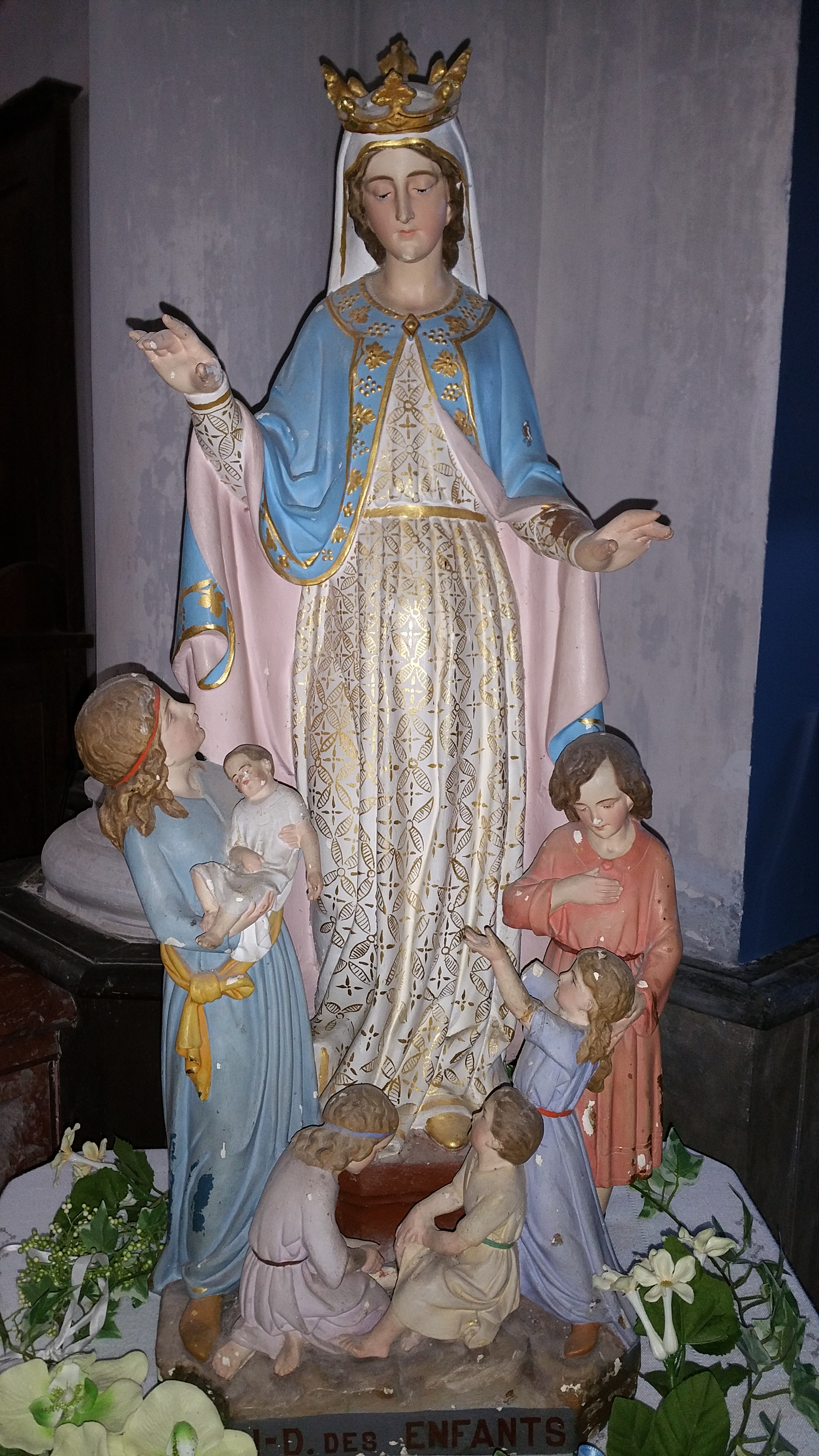
Statue de Notre-Dame des Enfants Église Saint-Loup de Bonrepos-Riquet.
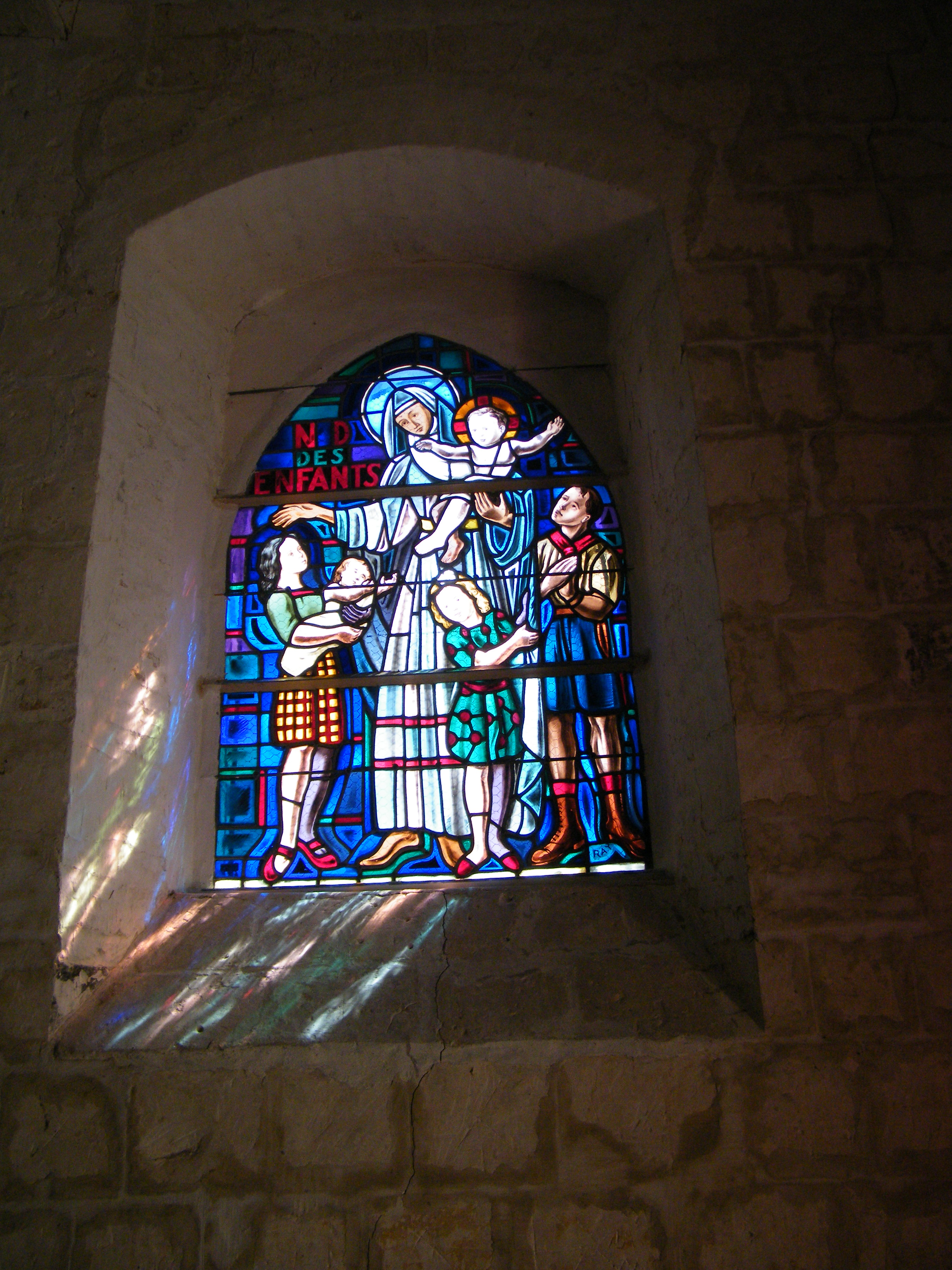
Vitrail de Notre-Dame des Enfants dans la chapelle Saint Julien l'Hospitalier.

Deux plaques commémoratives évoquent la bénédiction et le couronnement à gauche et à droite de la statue de Notre Dame des Enfants dans la Basilique Notre-Dame-des-Enfants.

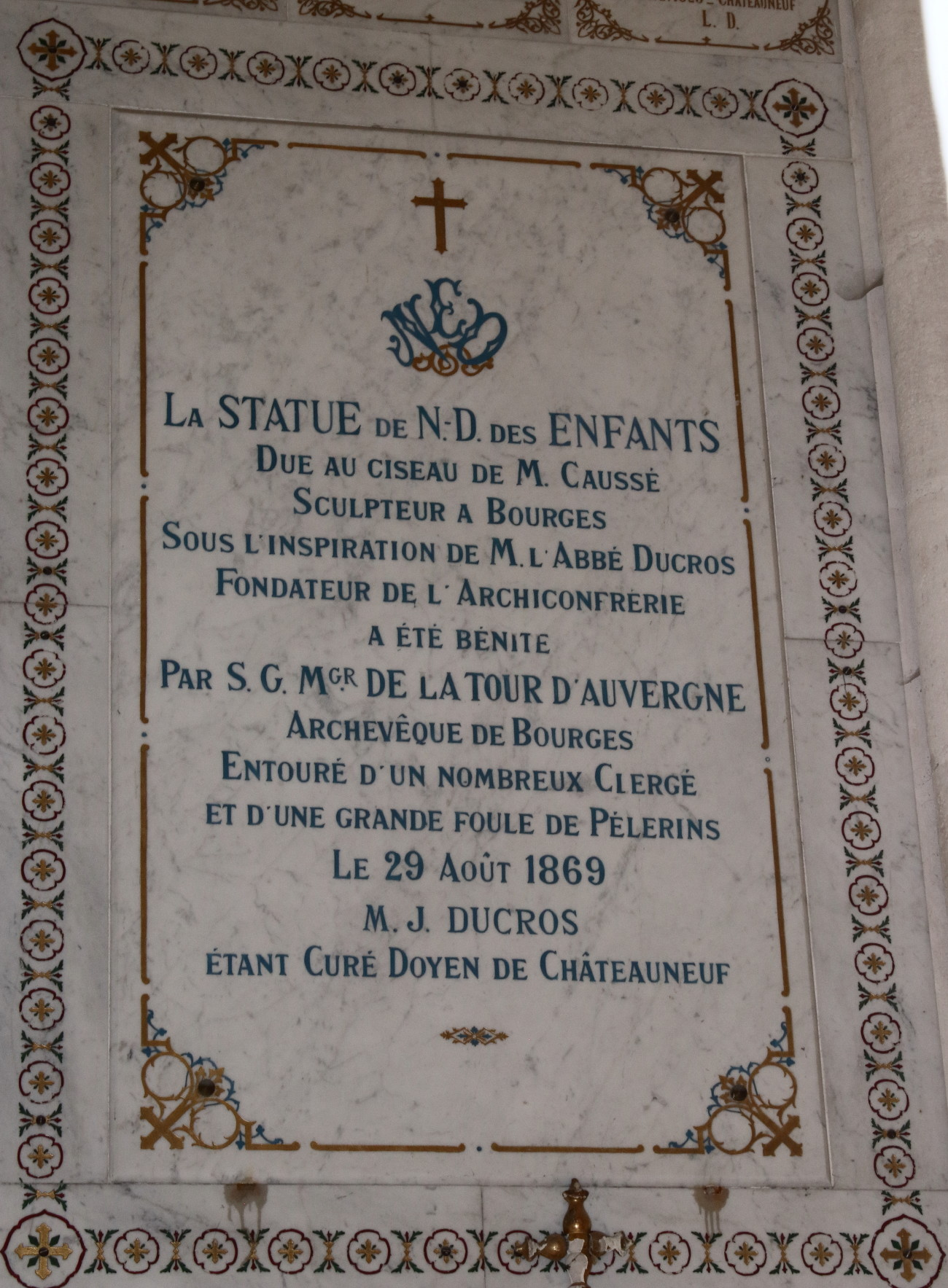
Bénédiction de la statue de Notre-Dame des Enfants.
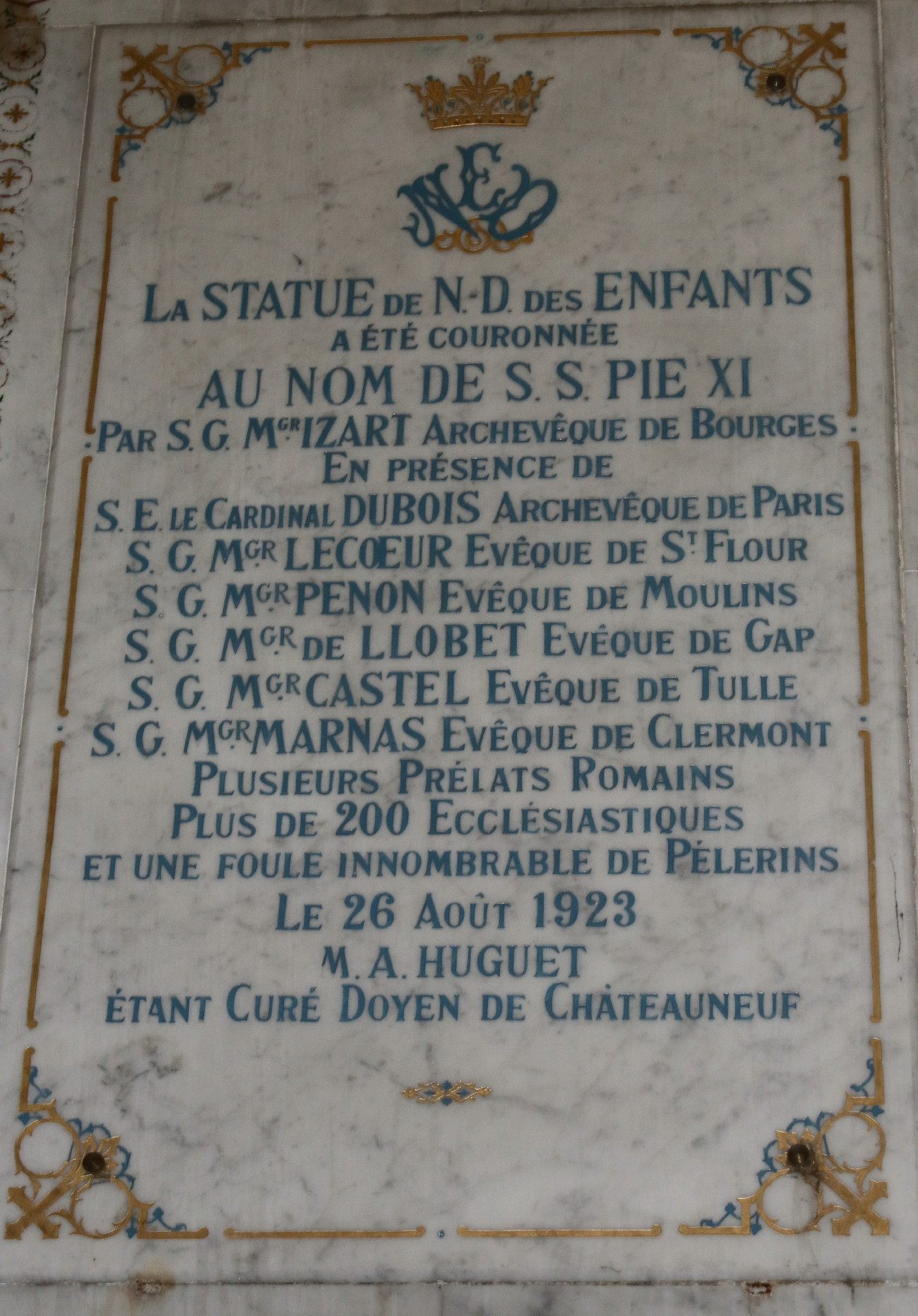
Couronnement statue Notre-Dame des Enfants.

## Le pèlerinage
La basilique est ouverte au culte catholique depuis 1879. Le principal pèlerinage, annuel, a lieu au mois de mai.

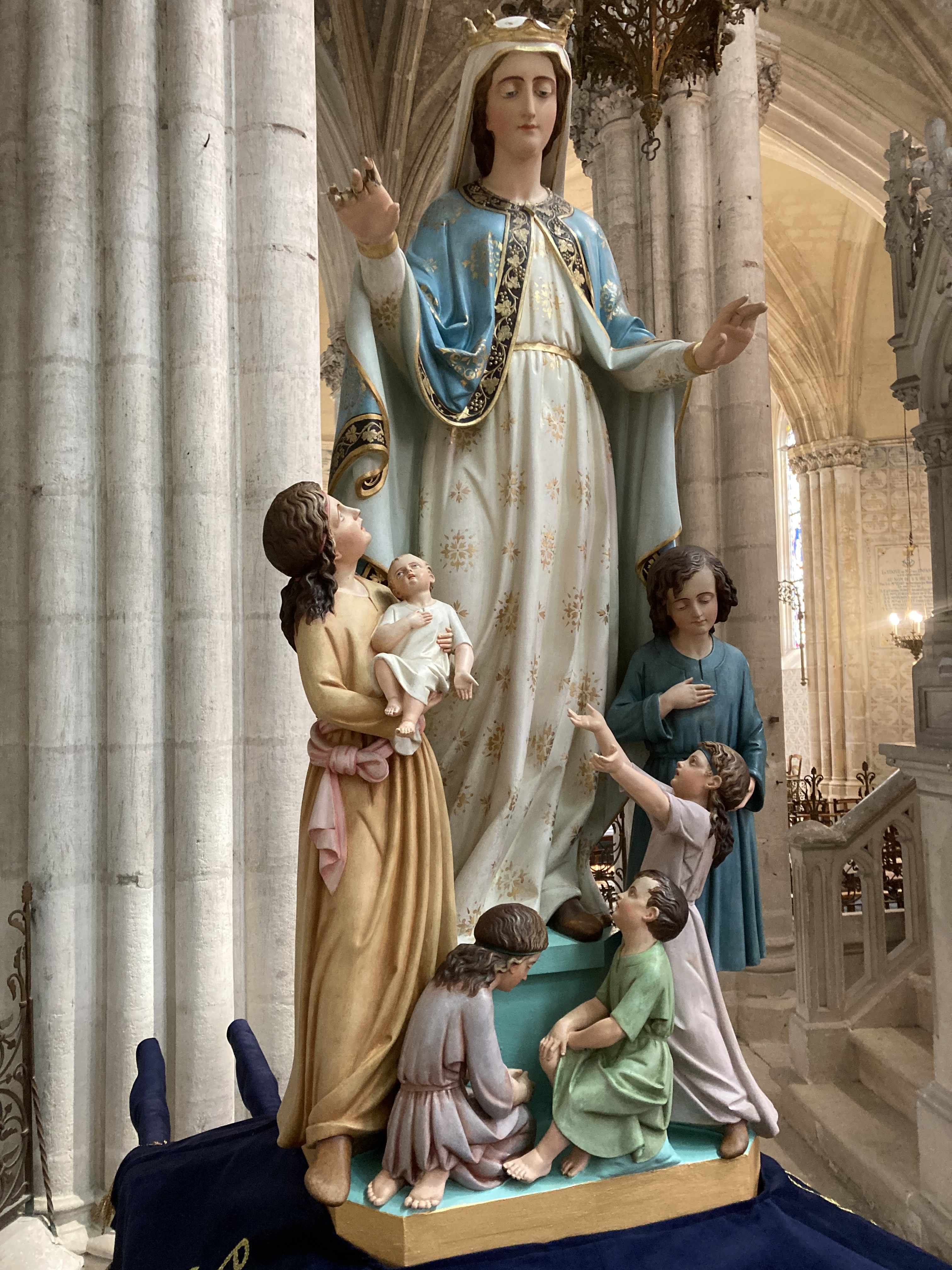
Statue procession.
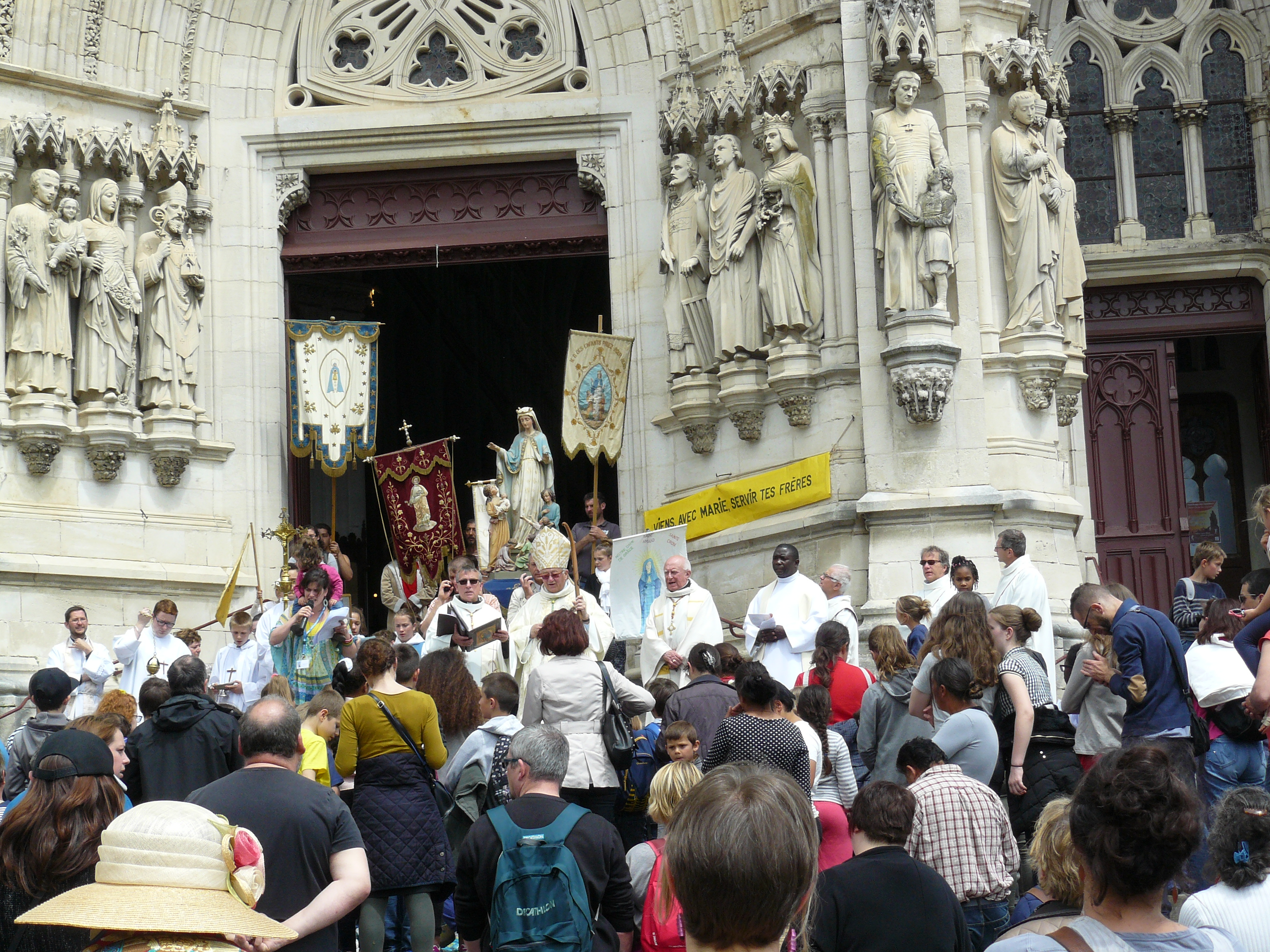
Entrée des pèlerins dans la basilique.
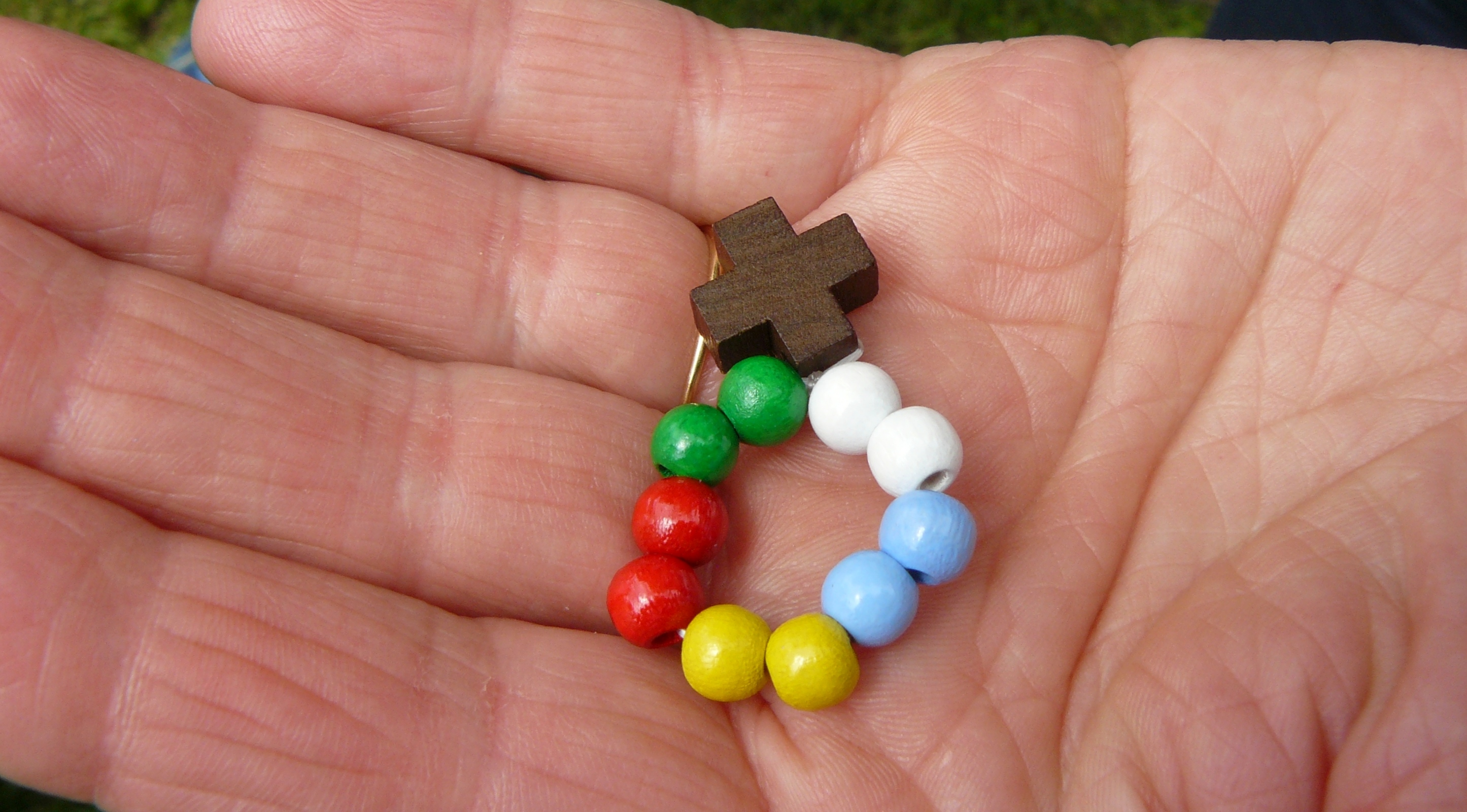
Dizainier assemblé par un enfant.